# Roslagens örlogsbasavdelning
Roslagens örlogsbasavdelning (ÖrlBavd Ro) var ett sjöbevakningsförband inom svenska marinen som verkade åren 1966–1983. Förbandsledningen var förlagd i Uppsala garnison i Uppsala.

## Historik
Inför att försvarets omorganisation 1966 förordade regeringen att chefen för Stockholms kustartilleriförsvar skulle biträdas av en direkt underställd örlogsbasavdelning. Chefen för örlogsbasavdelningen skulle utgöras av en äldre regementsofficer ur flottan, krigsplacerad som örlogsbaschef. Förbandsledningen för örlogsbasavdelningen skulle grupperas till Uppsala garnison, för att där samlokaliseras i fred med Upplands flygflottilj (F 16).
Inför försvarsbeslutet 1982 föreslog överbefälhavaren kostnadsreduceringar och personalminskningar för marinens organisation på ostkusten. Vilket skulle genomföras genom en ökad samordning mellan verksamheten vid Ostkustens örlogsbas (ÖrlB O) och Berga örlogsskolor (BÖS). Vidare skulle Roslagens örlogsbasavdelning i Uppsala omlokaliseras till Muskö, för att där uppgå i Ostkustens örlogsbas. Roslagens örlogsbasavdelning upphörde den 30 juni 1983, då verksamheten uppgick och omlokaliserades den 1 juli 1983 till Ostkustens örlogsbas vid Muskö örlogsbas.

## Verksamhet
Roslagens örlogsbasavdelning bestod av en relativt liten personalstab vilka arbetade med mobiliserings- och krigsplanläggning för Nordostkustens örlogsbas. Nordostkustens örlogsbas var ett krigsförband med ansvar för sjöstridskrafter inom ett geografiskt område som sträckte sig från Söderhamn i norr till Yxlan/Blidö i söder. Sjöstridskrafterna skulle enligt plan skulle ledas från en sjöstridsledningscentral i Uppsala, vilken tidigare utgjorde luftförsvarscentralen "LFC Räven" inom flygvapnet. Staben bestod av en kommendörkapten (som var chef), två sektionschefer, en mobiliseringsofficer, en expeditionsföreståndare samt en sekreterare.

## Förläggningar och övningsplatser
Roslagens örlogsbasavdelning var samlokaliserad med Upplands flygflottilj (F 16) inom Ärna flygplats i Uppsala garnison och hade sin stab i en barack mellan flygflottiljens kanslihus samt den så kallade Bärbymässen. Vidare hade örlogsbasavdelning sin ledningscentral placerad inom flygplatsområdet. Efter att örlogsbasavdelning avvecklades övertogs baracken av Flygbefälsskolan (FBS).

## Heraldik och traditioner
På höjden framför flygflottiljens kanslihus fanns tidigare ett stort stockankare som ett minne över Roslagens örlogsbasavdelning. Vilket ursprungligen låg placerat intill gaveln till stabens förläggningsbyggnad. Då örlogsbasavdelning låg på ett område som förvaltades av flygvapnet, råkade örlogsbasavdelning ut för en del spex. Bland annat placerade två anställda vid flygflottiljen en förtöjd flatbottnad eka framför stabsbyggnaden, då de tyckte staben saknade egna fartyg. Även en tunna målad i Vaxholmsbolagets färger placerades på stabsbyggnadens tak som ett spex.

## Förbandschefer
- 1966–1970: Kommendörkapten Bertil Åhlund [1]
- 1970–197?: Kommendörkapten Gunnar Hallin [6]
- 197?–1977: ???
- 1977–1979: Kommendörkapten Jasper Hein [7]
- 1979–198?: Kommendörkapten L Ihrfors [8]
- 198?–1983: Kommendörkapten Henrik Breide [1]

## Namn, beteckning och förläggningsort
| Roslagens bevakningsområde   | 1942-??-?? | – | 1966-09-30 |
| Roslagens örlogsbasavdelning | 1966-10-01 | – | 1983-06-30 |

| Bo 6       | 1942-??-?? | – | 1966-09-30 |
| ÖrlBavd Ro | 1966-10-01 | – | 1983-06-30 |

| Uppsala garnison (F) | 19??-??-?? | – | 1983-06-30 |